# Куп домаћих нација 1937.
Куп домаћих нација 1937. (службени назив: 1937 Home Nations Championship) је било 50. издање овог најелитнијег репрезентативног рагби такмичења Старог континента. а 33. издање Купа домаћих нација.
Гренд слем су освојиле "Црвене руже".

## Такмичење
Енглеска - Велс 4-3
Велс - Шкотска 6-13
Енглеска - Ирска 9-8
Ирска - Шкотска 11-4
Шкотска - Енглеска 3-6
Ирска - Велс 5-3

## Табела
|   | Селекција                     | ИГ | Д | Н | И | ПД | ПП | ПР  | Б |  |
| - | ----------------------------- | -- | - | - | - | -- | -- | --- | - |  |
| 1 | Рагби репрезентација Енглеске | 3  | 3 | 0 | 0 | 19 | 14 | +5  | 6 |  |
| 2 | Рагби репрезентација Ирске    | 3  | 2 | 0 | 1 | 24 | 16 | +8  | 4 |  |
| 3 | Рагби репрезентација Шкотске  | 3  | 1 | 0 | 2 | 20 | 23 | -3  | 2 |  |
| 4 | Рагби репрезентација Велса    | 3  | 0 | 0 | 3 | 12 | 22 | -10 | 0 |  |

| Победник Купа домаћих нација 1937.          |
| ------------------------------------------- |
| Енглеска 13. титула првака Европе у рагбију |